# Campeonato Taitiano de Futebol
O Campeonato Taitiano de Futebol ou Tahiti Division Fédérale é a principal divisão do futebol do Taiti, disputado desde 1948, na Polinésia Francesa.
A competição é disputada em duas fases, pontos corridos com play-offs. O campeão se classifica para a Liga dos Campeões da OFC.

## Equipes
Equipes que estão disputando a edição de 2018–19:
- Arue
- Central Sport
- Dragon
- Jeunes Tahitiens
- Manu-Ura
- Pirae
- Taiarapu
- Tefana
- Tiare Tahiti
- Vénus

## Campeões
| - 1948: Fei Pi - 1949: Fei Pi - 1950: Fei Pi - 1951: Fei Pi - 1952: Excelsior - 1953: Vénus - 1954: Jeunes Tahitiens - 1955: Central Sport - 1956: Excelsior - 1957: Excelsior - 1958: Central Sport - 1959: Excelsior - 1960: Excelsior - 1961: Jeunes Tahitiens - 1962: Central Sport - 1963: Central Sport - 1964: Central Sport - 1965: Central Sport - 1966: Central Sport - 1967: Central Sport - 1968: Fei Pi - 1969: Tamarii Punaruu - 1970: Fei Pi - 1971: Fei Pi | - 1972: Central Sport - 1973: Central Sport - 1974: Central Sport - 1975: Central Sport - 1976: Central Sport - 1977: Central Sport - 1978: Central Sport - 1979: Central Sport - 1980: Arue - 1981: Central Sport - 1982: Central Sport - 1983: Central Sport - 1984: PPT - 1985: Central Sport - 1986: Excelsior - 1987: Jeunes Tahitiens - 1988: Excelsior - 1989: Pirae - 1990: Vénus - 1991: Pirae - 1992: Vénus - 1993: Pirae - 1994: Pirae - 1995: Vénus | - 1996: Manu-Ura - 1997: Vénus - 1998: Vénus - 1999: Vénus - 2000: Vénus - 2001: Pirae - 2002: Vénus - 2003: Pirae - 2004: Manu-Ura - 2005: Tefana - 2005–06: Pirae - 2006–07: Manu-Ura - 2007–08: Manu-Ura - 2008–09: Manu-Ura - 2009–10: Tefana - 2010–11: Tefana - 2011–12: Dragon - 2012–13: Dragon - 2013–14: Pirae - 2014–15: Tefana - 2015–16: Tefana - 2016–17: Dragon - 2017–18: Central Sport - 2018-19: Vénus |

## Títulos por equipe
| Clube            | Títulos |
| ---------------- | ------- |
| Central Sport    | 21      |
| Vénus            | 9       |
| Pirae            | 8       |
| Excelsior        | 7       |
| Fei Pi           | 7       |
| Manu-Ura         | 5       |
| Tefana           | 4       |
| Jeunes Tahitiens | 3       |
| Dragon           | 2       |
| Arue             | 2       |
| PPT              | 2       |
| Tamarii Punaruu  | 1       |